# Efeito pós-antibiótico
O efeito pós-antibiótico pode ser definido como a supressão do crescimento microbiano que persiste depois que os níveis do antibiótico no sangue estão abaixo da concentração necessária para que haja essa supressão. A bactéria passa um período sem se desenvolver, mesmo estando fora da ação do fármaco, pois necessita de reorgarnizar a síntese proteica. Este mecanismo ainda não é bem elucidado pela ciência. É como se o efeito causado pelo antibiótico permanecesse por mais tempo, embora a quantidade do fármaco esteja diminuída.